# Copidosoma serricorne
Copidosoma serricorne är en stekelart som först beskrevs av Johan Wilhelm Dalman 1820.  Copidosoma serricorne ingår i släktet Copidosoma och familjen sköldlussteklar. Arten är reproducerande i Sverige. Inga underarter finns listade i Catalogue of Life.